# Стольничени
Стольничени, Столнічень (рум. Stolniceni) — село в Єдинецькому районі Молдови. Утворює окрему комуну. Поблизу села розташований парк площею 3 га.
Більшість населення — українці. Згідно з даними перепису 2004 року — 1284 особи (85 %),

## Відомі люди
- Мойше Лемстер — єврейський поет.